# カタルーニャ海岸山脈
カタルーニャ海岸山脈 (Cordilleras Costero-Catalanas) は、スペイン・カタルーニャ州とバレンシア州カステリョン県にまたがる山地。
地中海の海岸線と並行に2列の山地が伸びており、地中海に近いほうをカタルーニャ海岸山地、地中海から遠いほうをカタルーニャ前海岸山地と呼ぶ。最高峰は1712mのムンセニー山塊のトゥロー・ダ・ロメ。

## 地理

### 都市
地中海沿岸には、北からジローナ県リュレッド・ダ・マール、ブラナス、バルセロナ県マタロー、バダロナ、サンタ・クローマ・ダ・グラマネート、バルセロナ、ルスピタレート・ダ・リュブラガートなどの都市がある。
これらの都市の北側にカタルーニャ沿岸山地があり、2列の山地の間にグラノリェース、サバデイ、タラサ、ビラフランカ・ダル・パナデスなどの都市がある。これらの都市の北側にカタルーニャ前沿岸山地があり、その北側にマンレザ、イグアラダなどの都市がある。

### ゾーン
カタルーニャ沿岸山脈は約300kmの長さを持ち、3つのゾーンに区分される。
- 北部ゾーン 
  - カタルーニャ州ジローナ県アンプルダー郡からリュブラガート川まで
- 中部ゾーン
  - リュブラガート川からエブロ川まで
- 南部ゾーン
  - エブロ川からバレンシア州カステリョン県のミリャルス川まで

- カタルーニャ州の地勢
      ピレネー山脈
      カタルーニャ中央平原
      カタルーニャ前海岸山地
      カタルーニャ海岸山地

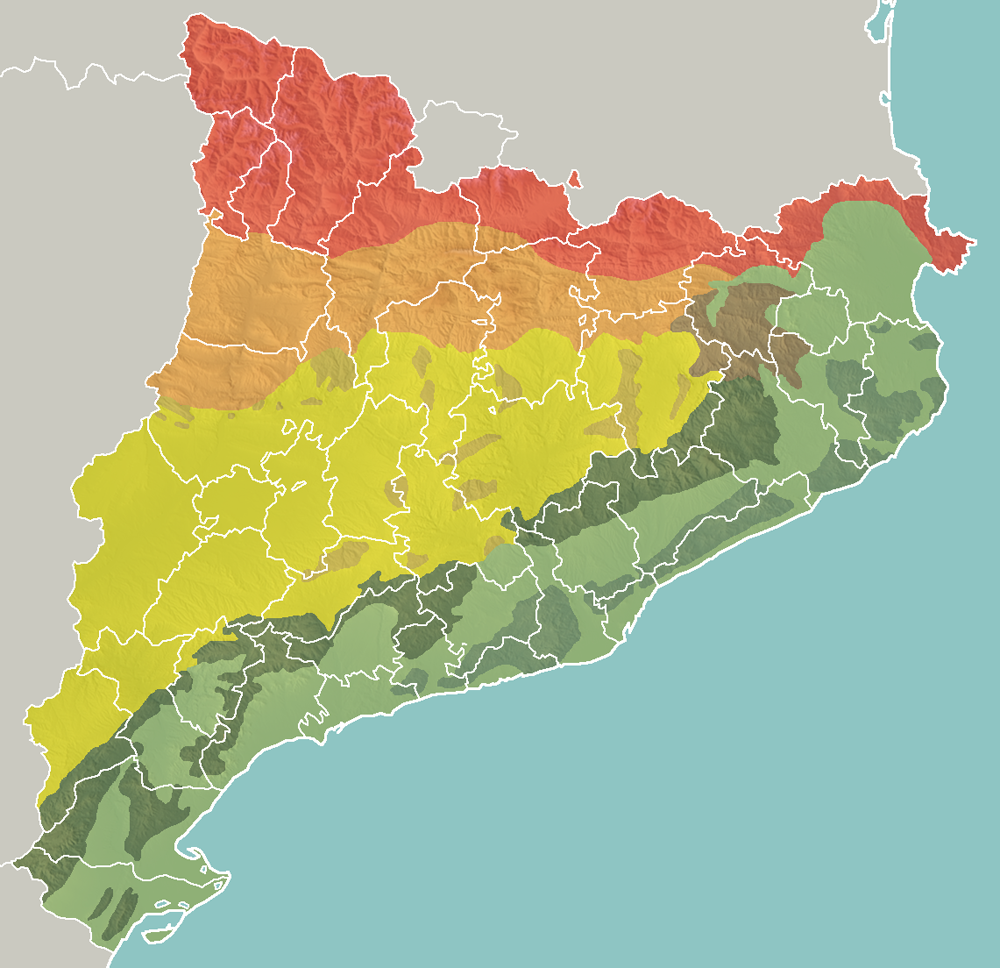
カタルーニャ州の衛星写真
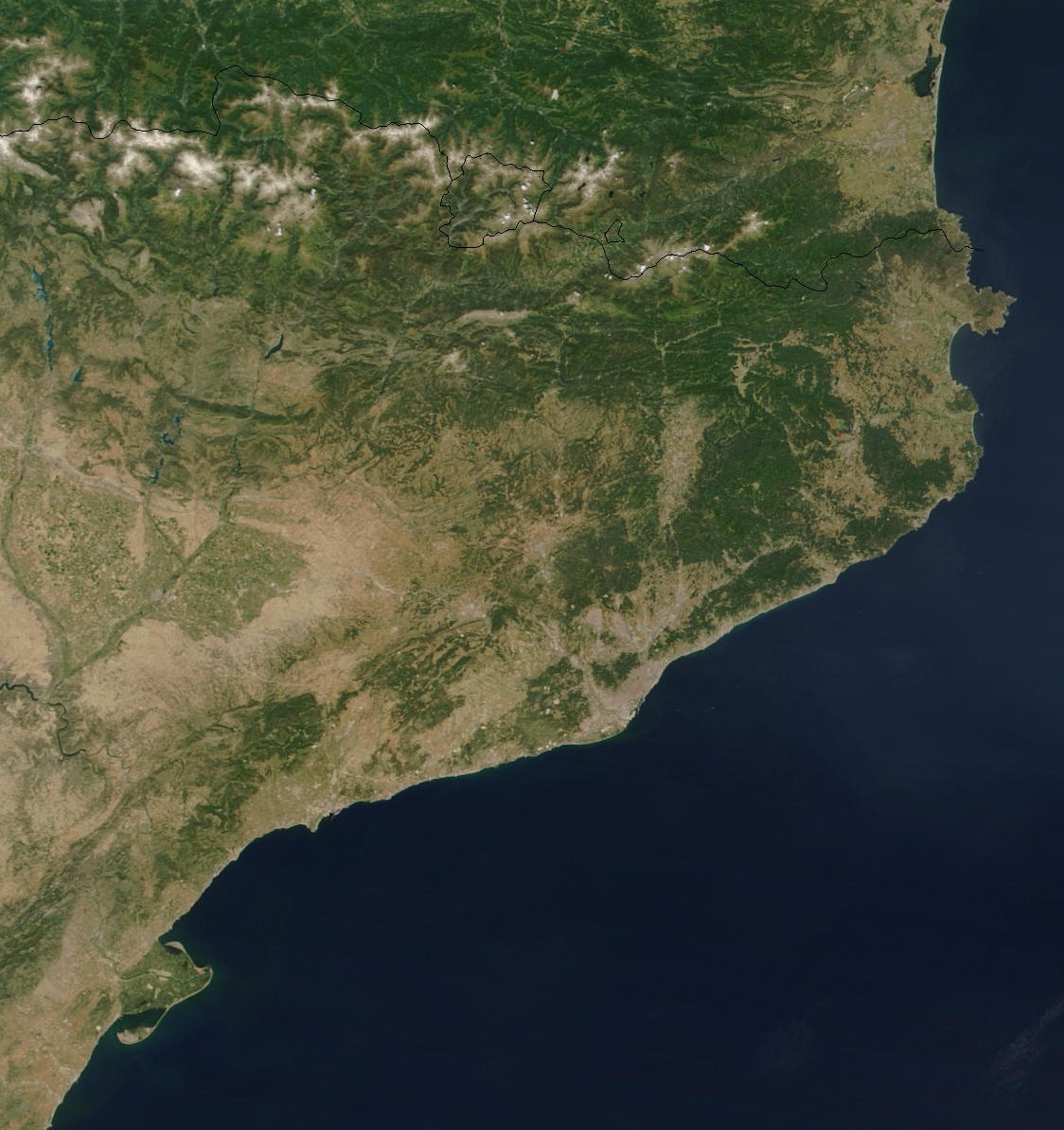
カタルーニャ州の衛星写真